# Kinder Country
Kinder Country (он же Kinder Cereali) — шоколадный батончик, производимый и продаваемый итальянской компанией Ferrero под брендом Kinder с 1976 года. Некоторое время в России и Украине батончик продавался под названием Kinder Chocolate со злаками (англ. Kinder Chocolate with cereals).

## Описание
Kinder Country представляет собой шоколадную плитку с тем же составом, что и Kinder Chocolate, причём в более крупной форме и с пятью злаками. Масса нетто составляет 23,5 г, и батончик Kinder Country считается самым полезным и питательным продуктом Kinder. Впервые Country появился на рынке в 1976 году.

## Продвижение
На протяжении многих лет для рекламы продукта Kinder Country транслировались многочисленные рекламные объявления. Среди последних можно упомянуть запущенный в конце 1990-х годов фильм, в котором снялся ещё не известный Паоло Руффини (ролик C'è sempre qualcosa dietro), а в 2006 году — режиссёров Рикки Тоньяцци и Симону Иццо Натали Рапти Гомес в главных ролях (ролик Semplice, come lo vedi). Нынешним тестемониумом является фехтовальщица Валентина Веццали.